# Trachymene setulosa
Trachymene setulosa är en flockblommig växtart som beskrevs av George Claridge Druce. Trachymene setulosa ingår i släktet Trachymene och familjen flockblommiga växter. Inga underarter finns listade i Catalogue of Life.